# سیروس هاشمی
سیروس هاشمی (زاده ۱۳۲۰ - مرگ ۱۳۶۴) یک دلال اسلحه ایرانی در ماجرای ایران-کنترا بود. هاشمی توسط رابرت دریفوس یک جاسوس سی آی ا و موساد خوانده شده است. هاشمی بعداً از دریفوس شکایت کرد که در سال ۱۹۸۳ به دلیل عدم وجود دلایل کافی این شکایت مختومه شد. هاشمی در سال ۱۳۶۴ در لندن به طرز مشکوکی درگذشت. دلیل رسمی مرگ وی یک نوع نادر سرطان خون بود که تنها دو روز قبل از مرگش مورد شناسایی قرار گرفته بود.

## زندگینامه
هاشمی و برادرش جمشید هاشمی در زمان انقلاب سفید توسط ماموران ساواک مورد تعقیب قرار گرفتند و به همین دلیل ایران را ترک کردند. برادران هاشمی روابط خوبی با احمد مدنی داشتند که بعدها در زمان جنگ ایران و عراق وزیر دفاع شد.
برادران هاشمی از انقلاب ایران طرفداری میکردند و جمشید در رادیو با برادر مهدی کروبی، حسن، همکاری میکرد. هاشمی گفته است که او رابطه خویشاوندی با اکبر هاشمی رفسنجانی که یار نزدیک آیت الله خمینی بود دارد.

## در زمانگروگانگیری سفارت آمریکا
در بین سالهای ۱۹۸۰ تا ۱۹۸۱ هاشمی در نیویورک مورد شنود قرار داشت زیرا دفتر بانک گلف که او رئیس آن بود برای انتقال پول توسط احمد مدنی مورد استفاده قرار میگرفت.
در سال ۱۹۹۲ سنای آمریکا در تحقیقی به این نتیجه رسید که هاشمی در برنامه سی آی ا برای ارسال ۵۰۰۰۰۰ دلار برای احمد مدنی در انتخابات ایران نقش داشته است. دراین زمان برادران هاشمی درنیویورک با چارلز کوگان دیدار کردند و هاشمیها قول دادند که با فردی از نزدیکان آیت‌الله خمینی در تماس هستند و تنها نیاز به کمک مالی برای ریاست جمهوری احمد مدنی دارند. این مبلغ توسط سی آی اِی به هاشمی داده شد. لیکن بعداها هاشمی ۲۹۰۰۰۰ دلار را به کوگان بازگرداند، وقتی مشخص شد وی تنها ۱۰۰۰۰۰ دلار از اصلِ پول را، صرف ماموریتش کرده است. مدنی بعدها در آمریکا شهادت داد به برادران هاشمی گفته است که به جمهوریخواهان برای شکست کارتر کمک کنند.
هاشمی در دهه‌ی ۱۹۸۰ بسیار لوکس زندگی میکرد ولیکن نزدیک به ورشکستگی بود. دلیل اصلی این ورشکستگی ضرر در قمار در کازینوهای لندن بود.
در ۱۹۸۵ هاشمی با عدنان خاشقجی برای ارسال اسلحه به ایران شریک بود.